# Meladema lanio
Meladema lanio је инсект из реда тврдокрилаца (Coleoptera) и породице гњураца (Dytiscidae). 

## Распрострањење
Португал је једино познато природно станиште врсте.

## Станиште
Станиште врсте су слатководна подручја.

## Угроженост
Ова врста се сматра рањивом у погледу угрожености врсте од изумирања.